# Фаравахар

Фаравахар

Фаравахар (перс. فروهر (faravahar), давньоперс. فروتی (fravati), авест. فروشی (fravaši) ) — різновид крилатого диска, що виступає як головний символ зороастризму. Він зображає фраваші, подобу ангела-хранителя в авраамічних релігіях. Спочатку зображувалося «окрилене сонце» (символ влади та божественного походження), до якого пізніше доданий людський образ. 
У сучасному зороастризмі фаравахар осмислюється як провідник людської душі на її життєвому шляху до єднання з Ахура Маздою.

## Галерея

Рельєф у Персеполі
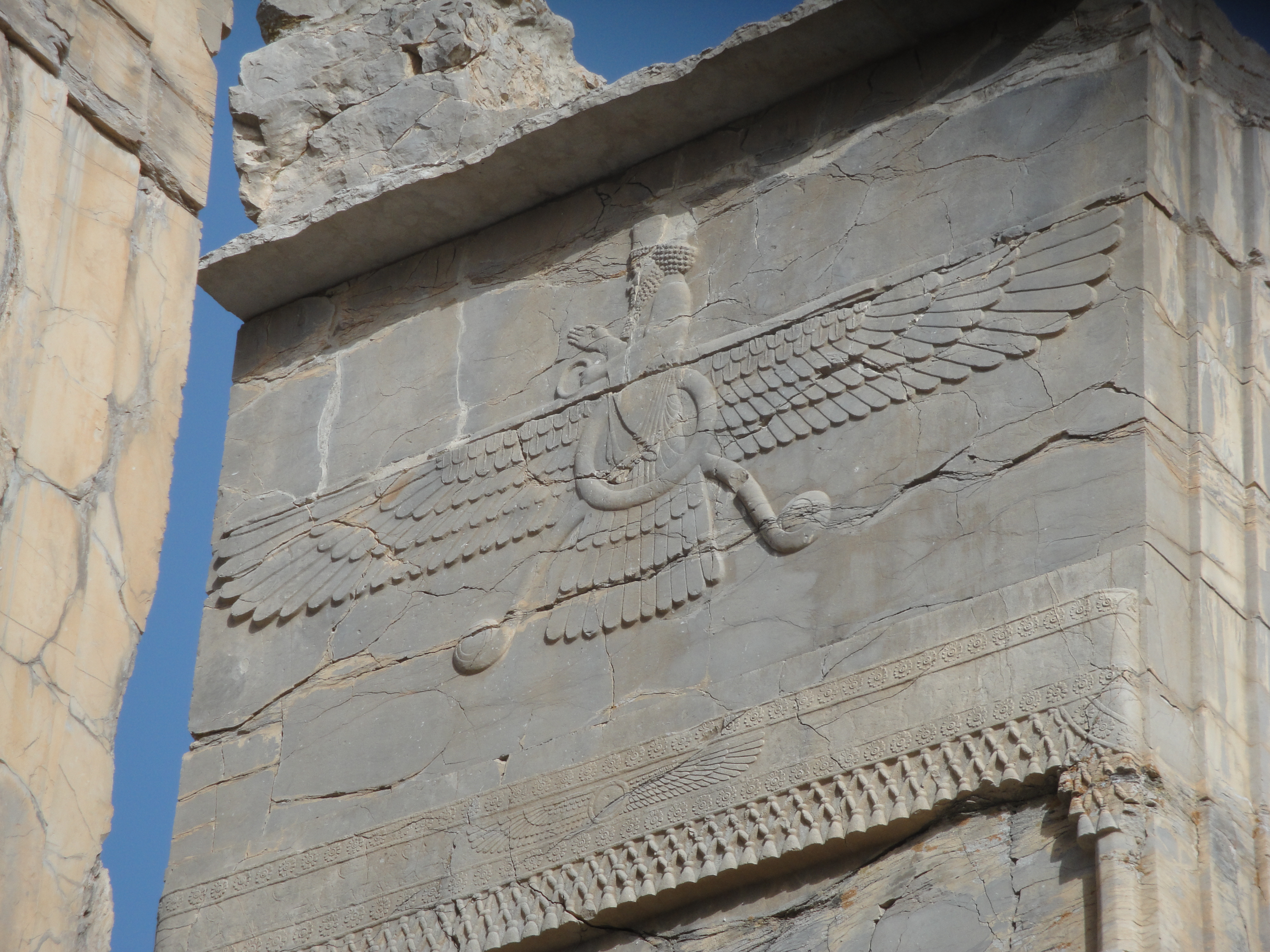
Рельєф у Персеполі
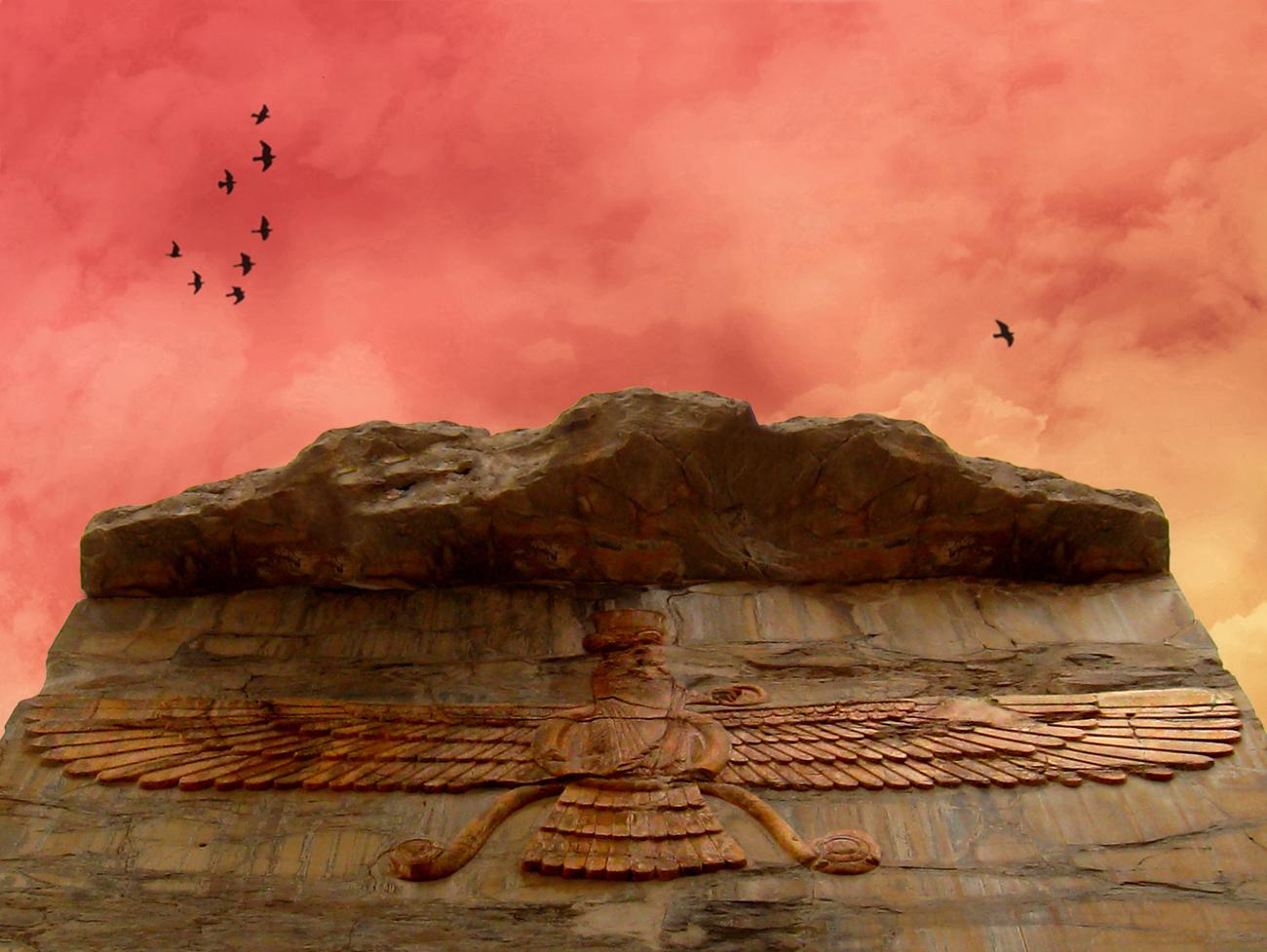
Рельєф у Персеполі
Фаравахар
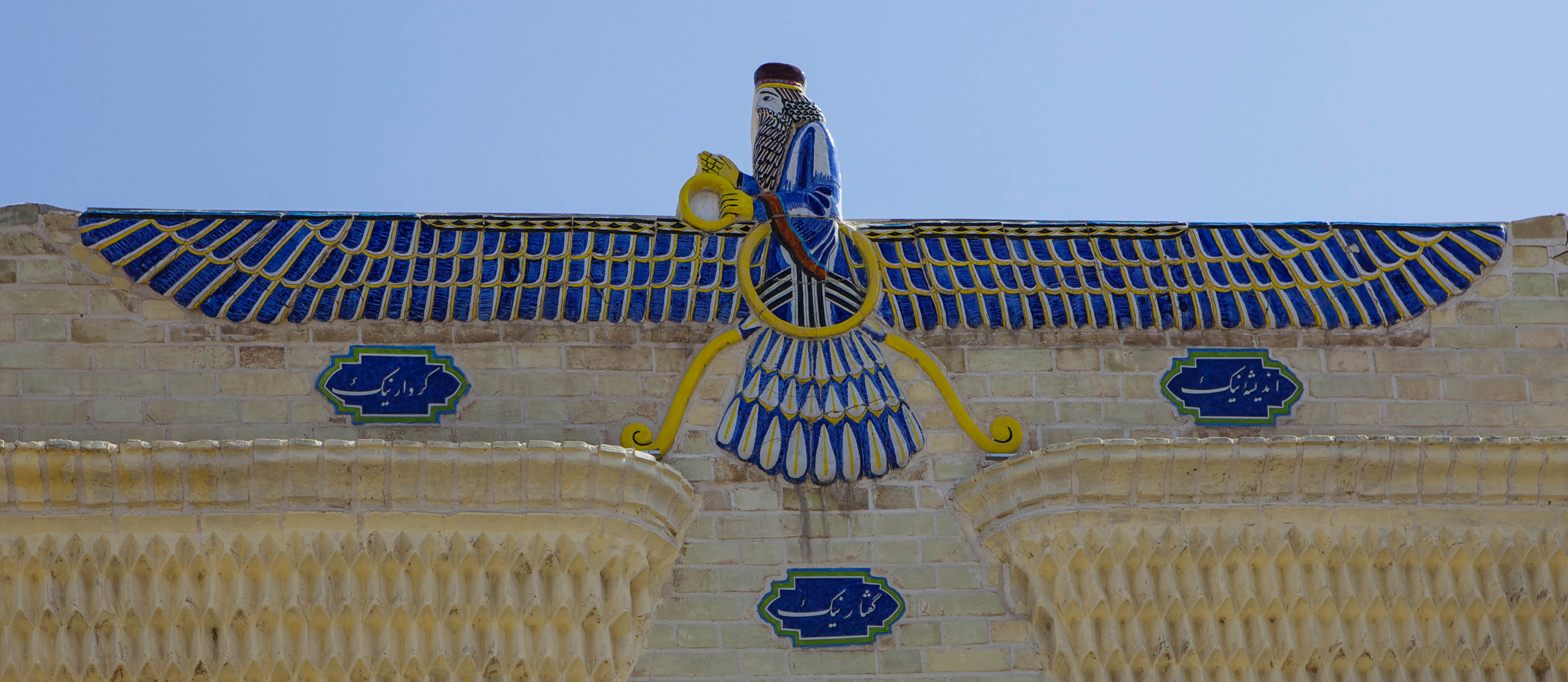
Храм вогню, Єзд
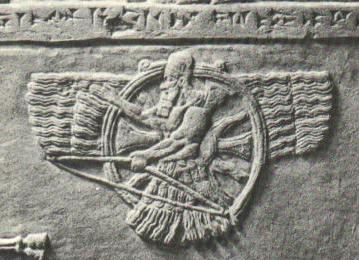
Бог Ашур, 9-8 ст. до н. е.
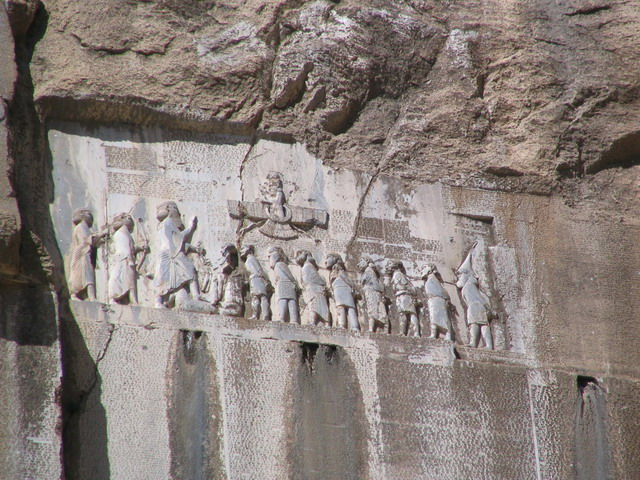
На Бехістунському написі
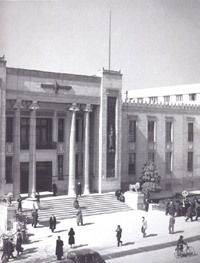
Національний банк Ірану (1946) із зображенням фаравахар
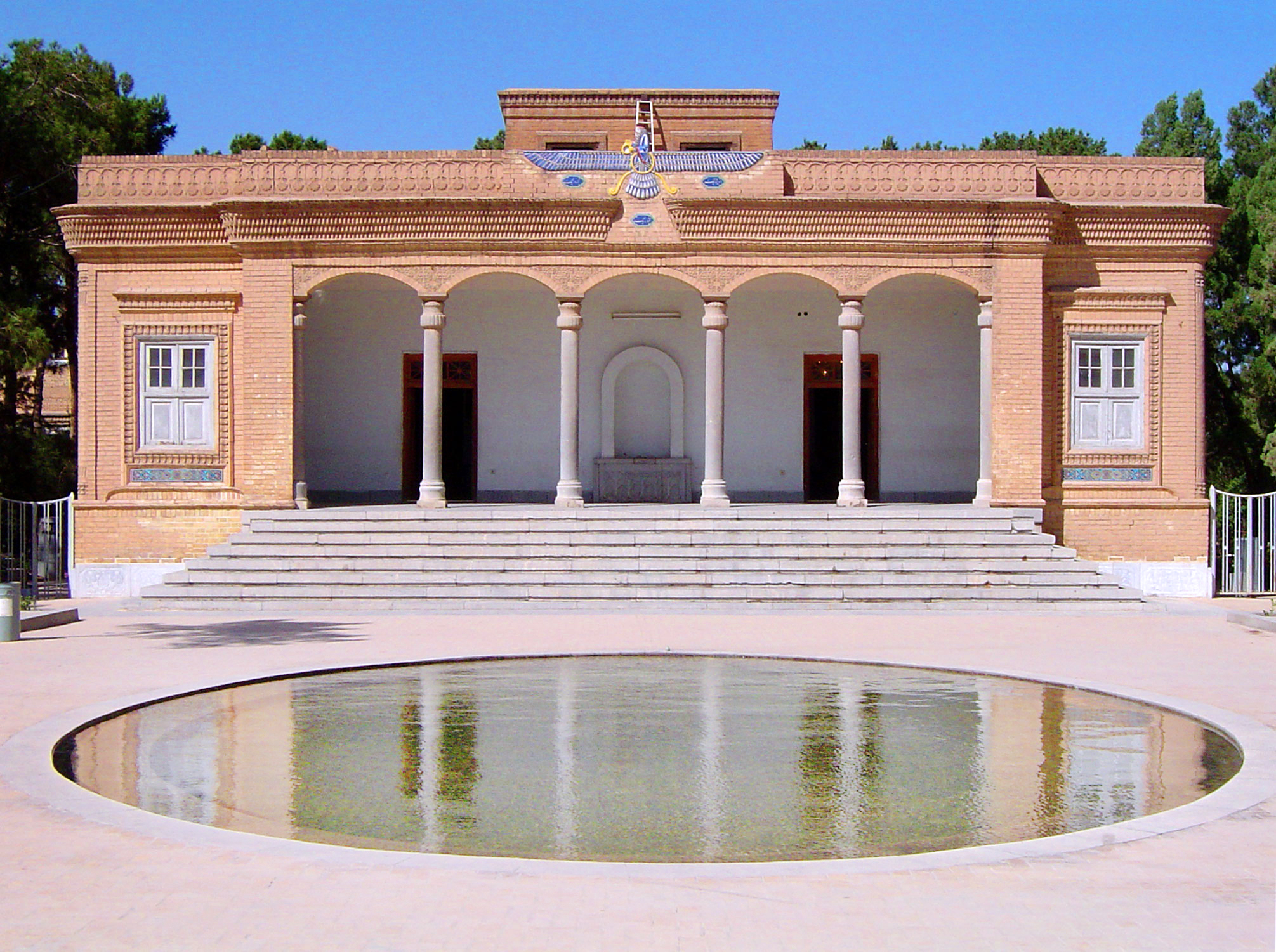
На Аташкеде — храмі вогню в Єзді